# NGC 3019
NGC 3019 este o galaxie spirală situată în constelația Leul. A fost descoperită în 21 martie 1854 de către William Parsons, 3rd Earl of Rosse⁠(d). Se află la o distanță de 131,83 de megaparseci de Pământ.